# The Golden Voyage of Sinbad
The Golden Voyage of Sinbad is een Brits-Amerikaanse fantasy-film uit 1973 onder regie van Gordon Hessler.

## Verhaal
Sinbad en zijn bemanning komen in het bezit van een gouden amulet. Diezelfde nacht krijgt Sinbad een droom over een man in het zwart en een vrouw met een oog op haar hand. Als hij spoedig daarna aan land gaat, ontmoet hij Koura, een duistere magiër. Koura beweert dat het amulet van hem is en wil het kost wat kost terug in zijn bezit hebben. 
Onderweg moeten ze tegen allerlei magisch tot leven gebrachte creaturen vechten, waaronder het boegbeeld van hun eigen schip en een standbeeld van de godin Kali. 
Deze creaturen werden gefilmd door stop-motion specialist Ray Harryhausen.

## Rolverdeling
| Acteur           | Personage |
| ---------------- | --------- |
| John Phillip Law | Sinbad    |
| Tom Baker        | Koura     |
| Caroline Munro   | Margiana  |
| Martin Shaw      | Rachid    |
| Grégoire Aslan   | Hakim     |
| Kurt Christian   | Haroun    |
| Takis Emmanuel   | Achmed    |
| David Garfield   | Abdul     |
| Douglas Wilmer   | Vizier    |
| Aldo Sambrell    | Omar      |

#### Creaturen

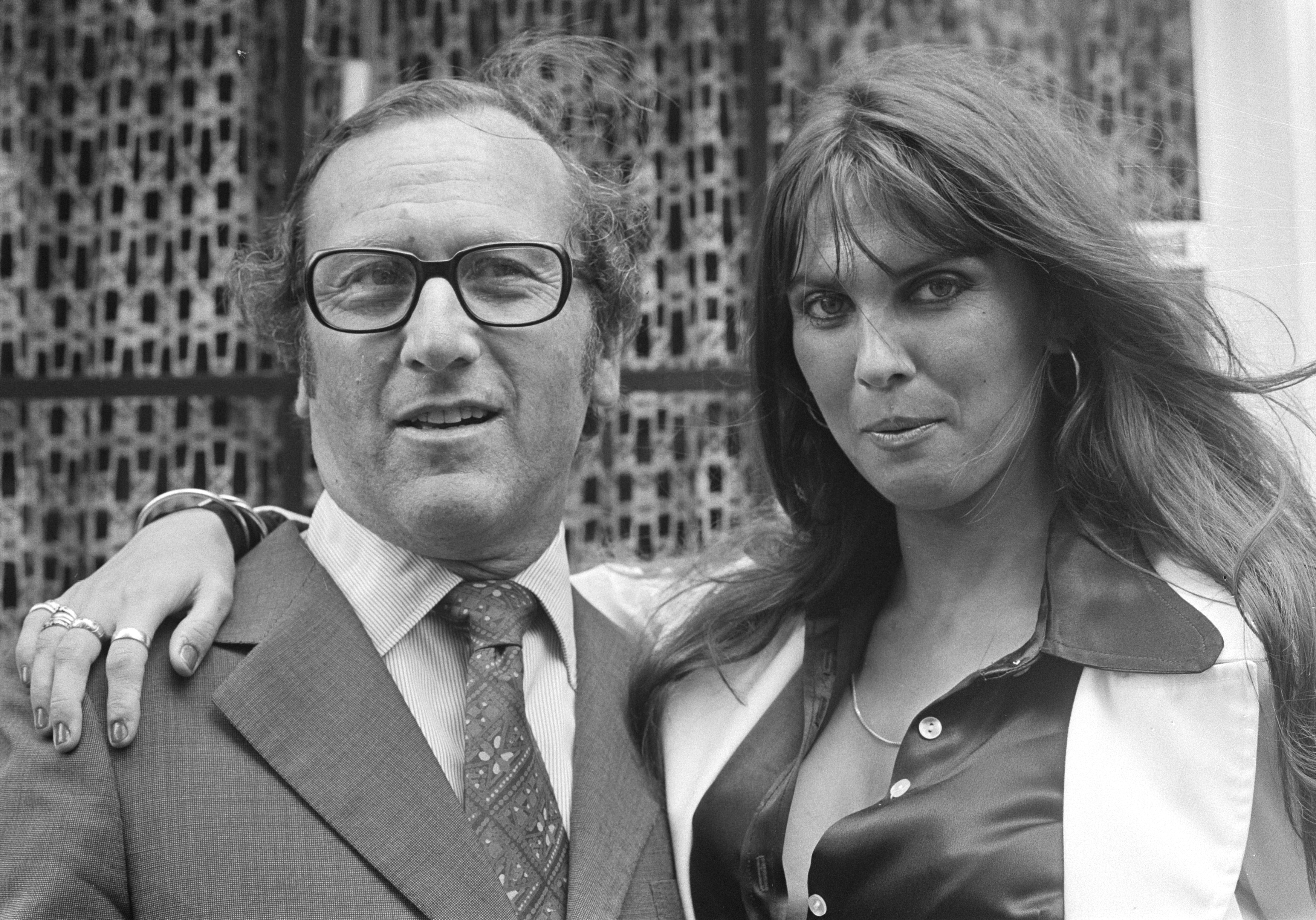
Producer Charles Schneer en actrice Caroline Munro bij de première in Amsterdam in 1974.

- Homunculus
- Boegbeeld van een sirene
- Kali
- Eenogige centaur
- Griffioen